# 佐里亞內
50°59′9″N 34°29′1″E / 50.98583°N 34.48361°E
佐里亞內（烏克蘭語：Зоряне）是位於烏克蘭東北部的鄉村居民點，由蘇梅州蘇梅區的米科拉伊夫卡镇级市镇負責管轄。該居民点距離安巴雷和阿爾卡夫斯凱1.5公里，海拔高度171米，2001年人口143。